# タイ・バビロニア
タイ・レイナ・バビロニア（Tai Reina Babilonia、1959年11月22日 - ）は、アメリカ合衆国の女性フィギュアスケート選手。1976年インスブルックオリンピック、1980年レークプラシッドオリンピックペアアメリカ代表。1979年世界フィギュアスケート選手権ペアチャンピオン。パートナーはランディ・ガードナー。

## 経歴
- 8歳のときにランディ・ガードナーとペアを組む。
- 1976年から1980年まで全米フィギュアスケート選手権5連覇。
- 1979年世界フィギュアスケート選手権優勝。
- 1980年、地元アメリカ開催のレークプラシッドオリンピックでイリーナ・ロドニナ&アレクサンドル・ザイツェフペアとの対決が注目されたが、パートナーのランディ・ガードナーのケガにより棄権。オリンピック後、プロへ転向。

## 主な戦績
| 大会/年      | 1973-74 | 1974-75 | 1975-76 | 1976-77 | 1977-78 | 1978-79 | 1979-80 |
| ------------ | ------- | ------- | ------- | ------- | ------- | ------- | ------- |
| オリンピック |         |         | 5       |         |         |         | 棄権    |
| 世界選手権   | 10      | 10      | 5       | 3       | 3       | 1       |         |
| 全米選手権   | 2       | 2       | 1       | 1       | 1       | 1       | 1       |